# Nowa Uszyca
Nowa Uszyca (ukr. Нова Ушиця, do 1829 Letniowce) – osiedle typu miejskiego na Ukrainie, nad rzeczką Kalus w obwodzie chmielnickim, siedziba władz rejonu nowouszyckiego. 4001 mieszkańców (2020), dla porównania spis powszechny w 2001 zanotował ich 4557.

## Historia
Letniowce były miastem królewskim Korony Królestwa Polskiego.
Miejscowość założona w 1439 roku.
Stanisław Stempowski w swoich pamiętnikach tak pisał o krajobrazie okolic:

…Już za Letniowcami kończyły się nasze lessy i lasy, a zaczynała się lekko ku południowi pochylona, bezleśna, jak okiem sięgnąć, równina czarnej, aż granatowej ziemi z gdzieniegdzie obnażonymi skałami wapiennymi. Olbrzymie łany kukurydzy i słonecznika z wydętymi baniami arbuzów, stada owiec na zboczach jarów, słodki zapach anyżu unoszący się nad wsiami przypominały mi Krym i Wschód.

Status osiedla typu miejskiego posiada od roku 1924.
W 1909 roku w Nowej Uszycy urodził się Jan Malczewski, prawnik i porucznik 24 pułku piechoty, zamordowany przez Rosjan w Katyniu w 1940 roku.
Podczas okupacji hitlerowskiej, we wrześniu 1941 roku Niemcy utworzyli getto dla żydowskich mieszkańców. Przebywało w nim około 3000 osób. 16 października 1942 roku Niemcy zlikwidowali getto, a Żydów zamordowali. 